# Lake City (Michigan)
Lake City é uma cidade localizada no estado americano de Michigan, no Condado de Missaukee.

## Demografia
Segundo o censo americano de 2000, a sua população era de 923 habitantes.
Em 2006, foi estimada uma população de 932, um aumento de 9 (1.0%).

## Geografia
De acordo com o United States Census Bureau tem uma área de
2,8 km², dos quais 2,8 km² cobertos por terra e 0,0 km² cobertos por água.

## Localidades na vizinhança
O diagrama seguinte representa as localidades num raio de 32 km ao redor de Lake City.